# Svarttjärnen (Norra Ny socken, Värmland, 671342-136163)
Svarttjärnen är en sjö i Torsby kommun i Värmland och ingår i Göta älvs huvudavrinningsområde.